# Ants Kurvits
Ants Kurvits, estonski general, * 1887, † 1943.